# Crash 'n' Burn (computerspel uit 2004)
Crash 'N' Burn is een racespel ontwikkeld door Climax Racing (ook wel genoemd Climax Brighton en Black Rock Studio) en uitgegeven door Eidos Interactive in 2004. Dit spel heeft niks te maken met het 3DO-spel uit 1993 met dezelfde titel.

## Gameplay
In het spel racet de speler in fictieve creaties van bestaande locaties zoals Miami, Las Vegas en San Francisco, tegen 15 tegenstanders. Ondertussen kan de speler obstakels tegenkomen zoals
- Benzinelekken. Worden veroorzaakt door beschadigde auto's. Kan in brand raken door lachgas.
- Vlammen. Worden veroorzaakt door benzinelekken met lachgas. Beschadigt auto's die in contact komen.
- Olielekken. Worden veroorzaakt door beschadigde auto's. Banden die in contact komen, verliezen grip.
- Uitgeschakelde auto's. Worden veroorzaakt door te veel schade aan een auto.
- Solide Obstakels. Zoals: Ramps, Heuvels, Kruisingen en Muren. Kunnen schade veroorzaken wanneer spelers niet voorzichtig zijn bij deze obstakels.

## Spelmodi
Er zijn verschillende spelmodi. Vijf zijn gefocust op racen en vier zijn gefocust op beschadigen.
- Race - De speler kiest een locatie en baan, en kan racen. De speler racet tegen vijftien tegenstanders in een bepaald aantal rondes.
- Team Race - Hetzelfde als Race, alleen zijn er twee teams. Rood en Blauw. Elk team telt acht spelers. Het team met de meeste punten wint.
- Kamikaze - Hetzelfde als Race, alleen rijdt de ene helft de normale richting en de andere helft de tegenovergestelde richting.
- Team Kamikaze - Een combinatie van Kamikaze en Team Race. De gameplay van Kamikaze en de puntentelling van Team Race.
- Running Man (Rennende Man) - Een willekeurige speler is de "rennende man". De speler die de "rennende man" is, verdient punten wanneer hij het is. Als een tegenstander tegen de "rennende man" botst, wordt hij hem. Het is ook de bedoeling dat de "rennende man" tegenstanders vermijdt. De speler met de meeste punten wint.
- Last Man Standing (Laatste Man Staand) - Alle spelers proberen te overleven terwijl ze anderen moeten beschadigen. Tegenstanders uitschakelen en de laatste speler over zijn geeft je punten. De speler met de meeste punten wint.
- Team Last Man Standing - Hetzelfde als Last Man Standing alleen met teams. De team met de meeste punten wint.
- Bomb Tag (Bom Tikkertje) - Een willekeurige speler heeft een bom. Deze bom tikt langzaam naar beneden. Als de bom nul raakt, explodeert de bomdragende speler. Je kunt de bom doorgeven door tegen een tegenstander te botsen. De laatste speler wint.
- Assassination (Moordenaar) - Een willekeurige speler wordt gemarkeerd voor een korte periode en dan wordt een andere speler gemarkeerd enzovoort. Het doel is om de gemarkeerde speler te beschadigen en uit te schakelen. Hiervoor krijgt de speler punten. Als er één speler over is, eindigt het spel. De speler met de meeste punten wint.

## Ontvangst
De reviews waren gemiddeld
| Reviewer                   | Platform      | Jaar | Score |
| -------------------------- | ------------- | ---- | ----- |
| TeamXbox                   | Xbox          | 2004 | 78%   |
| Futuregamez.net            | PlayStation 2 | 2004 | 72%   |
| Game Chronicles            | Xbox          | 2005 | 71%   |
| Eurogamer.net (UK)         | PlayStation 2 | 2004 | 70%   |
| PAL Gaming Network (PALGN) | Xbox          | 2004 | 70%   |
| Cheat Code Central         | Xbox          | 2005 | 70%   |
| 4Players.de                | PlayStation 2 | 2004 | 69%   |
| GameSpot                   | Xbox          | 2004 | 67%   |
| Jeuxvideo.com              | Xbox          | 2004 | 55%   |
| IGN                        | PlayStation 2 | 2004 | 55%   |